# プリウラル地区
プリウラル地区(ロシア語: Приуральский район；ネネツ語: Пэ”хэвыхы район)とは、ロシア連邦、チュメニ州、ヤマロ・ネネツ自治管区に属す地区（ラヨン）である。面積は64,971.29 km2。地区の中心地はアクサルカ。人口15,438人（2017年）。

## 地理
プリウラル地区はヤマロ・ネネツ自治管区の西部のオビ川流域に位置し、北部はカラ海に面している。西は北からネネツ自治管区、コミ共和国、シュリシュカリ地区、南はハンティ・マンシ自治管区・ユグラ、東はヤマル地区、ナディム地区と接する。

## 歴史
1930年12月10日設立。

## 行政区画
地区は1つの都市居住区域と3つの農村居住区域に分けられ、14の村が存在する。
| No. | 自治体名                                                   | 行政の中心               | 村の数 | 人口  | 面積 km2 |
| --- | ---------------------------------------------------------- | ------------------------ | ------ | ----- | -------- |
| 1   | ハルプ都市居住区域（Городское поселение посёлок Харп）     | ハルプ（Харп）           | 1      | 6,053 | 10.21    |
| 2   | アクサルカ農村居住区域（Сельское поселение Аксарковское）  | アクサルカ（Аксарка）    | 9      | 4,990 | 97.25    |
| 3   | ベロヤルスク農村居住区域（Сельское поселение Белоярское）  | ベロヤルスク（Белоярск） | 3      | 3,614 | 22.70    |
| 4   | カトラボジ農村居住区域（Сельское поселение село Катравож） | カトラボジ（Катравож）   | 1      | 781   | 1.57     |